# Штайнфурт, Леопольд
Штайнфурт, Леопольд (нем. Benjamin Leopold Steinfurt, Кёнигсберг, 1804 — там же, 1864) — немецкий промышленник и предприниматель, основатель машиностроительного предприятия Waggonfabriek L. Steinfurt (в настоящее время — Калининградский вагоностроительный завод).
Учился в Лёбенихтской городской школе в Кёнигсберге, позднее — в промышленном институте в Берлине (Gewerbeinstitut Berlin). После обучения вернулся в Кёнигсберг и открыл фабрику в 1830 году. Первоначально фабрика Штайнфурта выпускала насосы (в том числе пожарные), сельскохозяйственные машины и т. п., позднее — железнодорожные вагоны и трамваи (см. Waggonfabriek L. Steinfurt).
В 1831 году Леопольд Штайнфурт женился на Амалии Вульф. Их дочь вышла замуж за инженера Йоханна Фридриха (Фрица) Хойманна (нем. Johann Friedrich Hubert Heumann)(более известный, как Фриц), который вставал во главе предприятия после смерти основателя.